# La Belgique (alegoría)

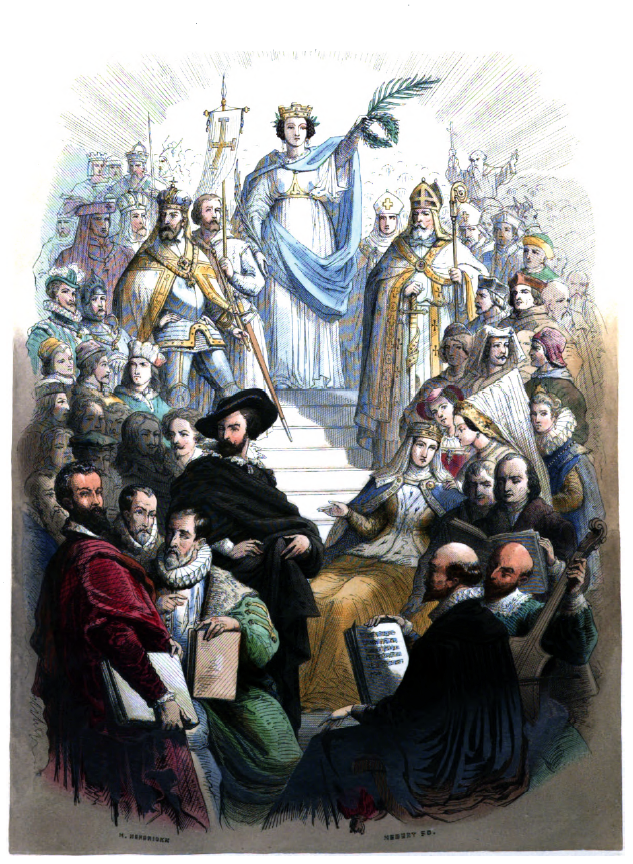
Frontispico de la Biographie nationale de Alexandre Jamar. La Belgique o Belgica aparece en medio de todos su ilustres hijos.

La Belgique o Belgica es la personificación nacional de Bélgica. La Belgique es el nombre francés del país y Belgica —sin tilde— su nombre latino. Esta alegoría está muy relacionada con la Doncella neerlandesa ya que los Países Bajos y Bélgica comparten pasado e historia comunes, de hecho comparten a Leo Belgicus y a veces la Doncella neerlandesa ha aparecido también con el nombre de Belgia o Belgica pero representando a las provincias de los actuales Países Bajos y Flandes.

## Historia

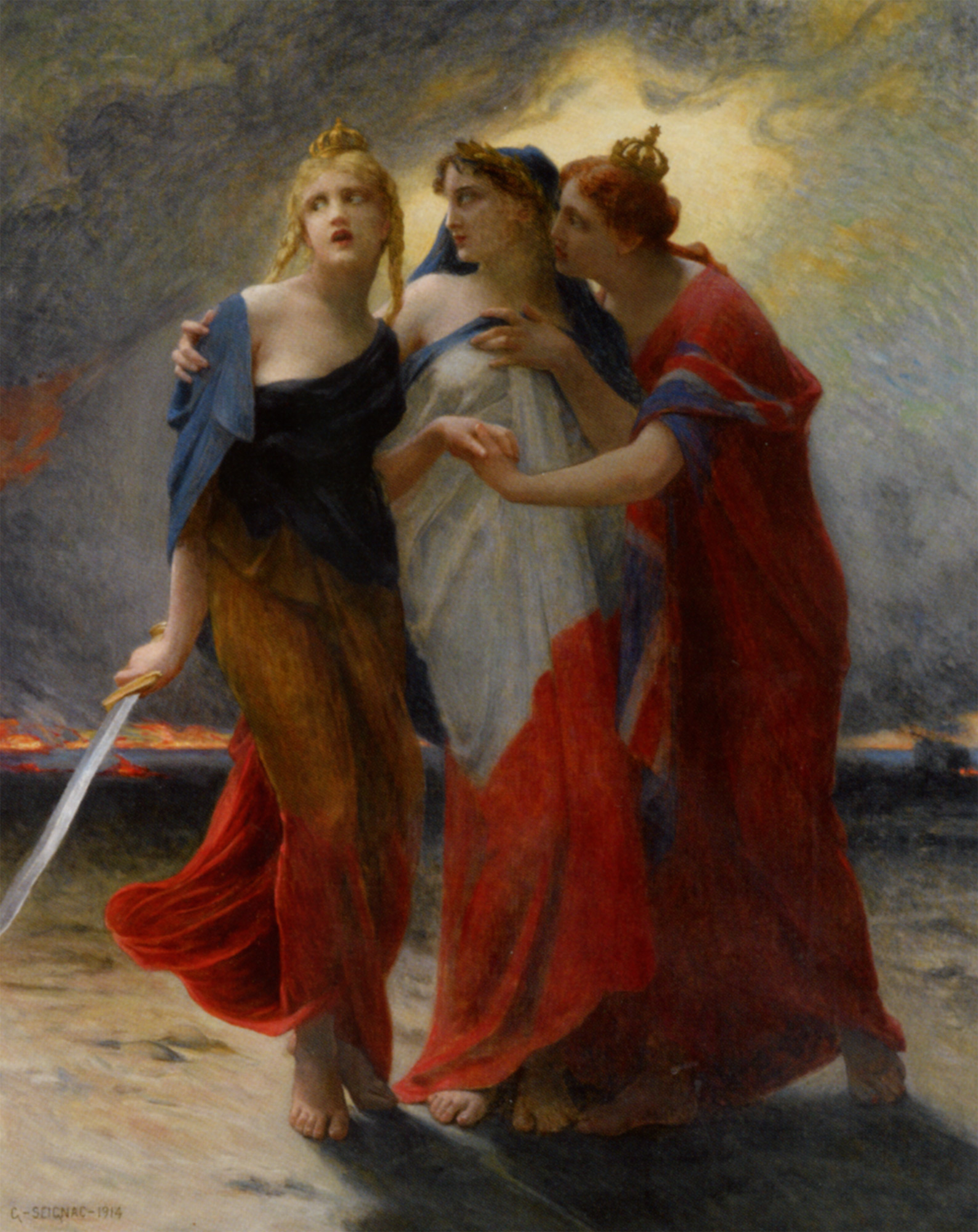
Belgica buscando consuelo en sus amigas, Marianne y Britania. La Belgique, 1914, obra de Guillaume Seignac.

En el siglo XVII, en plena guerra de los ochenta años, los Países Bajos buscaban la independencia de España. Con el fin de crear un sentimiento de unidad nacional en aquella época en la que el nacionalismo todavía estaba algo aletargado, crearon una figura alegórica llamada Doncella neerlandesa (Nederlandse Maagd) que representaba a los territorios de los actuales Países Bajos y la región norte de la actual Bélgica (Flandes). 
Debido a que los actuales Países Bajos y Bélgica no estaban formados por aquel entonces, a veces la región se la conocía como Belgica, debido a la provincia romana Galia Bélgica donde habitaban los belgas, un pueblo prerromano que se asentaba al norte del río Marne y que rechazaban que los denominaran galos. Por esa razón en ocasiones, la Doncella neerlandesa fue también conocida como Belgia o Belgica. Más tarde, en el siglo XIX, con los dos países ya formados, Bélgica creó su propia alegoría (La Belgigue), con lo que ambas alegorías terminaron por desvincularse totalmente, aunque ambos países siguen teniendo al Leo Belgicus como personificación nacional zoomorfa.
En el frontispico de la Biographie nationale de Alexandre Jamar fue representada La Belgique rodeada de personajes ilustres de Bélgica, aparece de pie y parece ofrecer una corona de laurel y una rama de helecho a "sus hijos" más ilustres, es decir, aquellos belgas que han conseguido los logros más sonados. 
Tras la Primera Guerra Mundial fue muy empleada para varias obras artísticas. En una pintura de Guillaume Seignac Belgica aparece pidiendo socorro a sus amigas Marianne y Britania tras la invasión alemana de 1914. También se levantó en Le Havre y en París dos monumentos donde aparecen Marianne y Belgica dándose la mano. Ambas estatuas se levantaron en agradecimiento de Bélgica a Francia por haberla liberado de la invasión alemana en la gran guerra.

## Galería

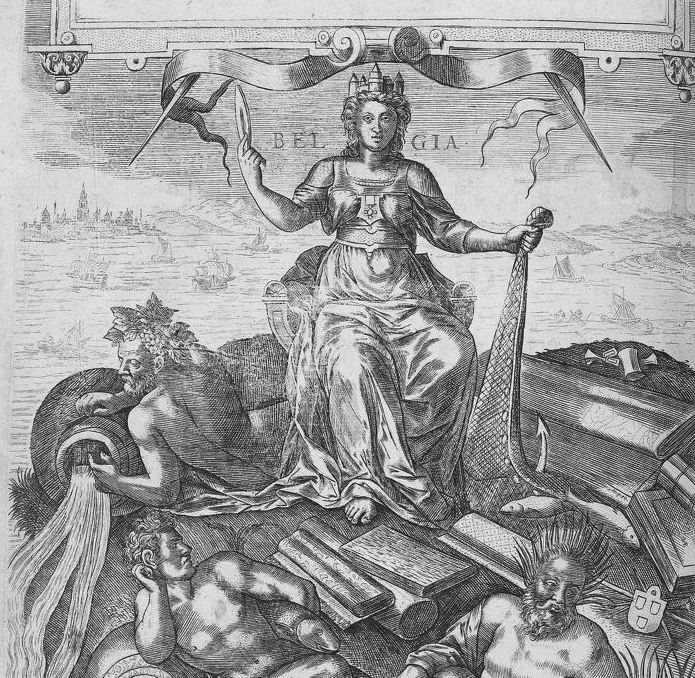
La doncella neerlandesa con el nombre de Belgia.
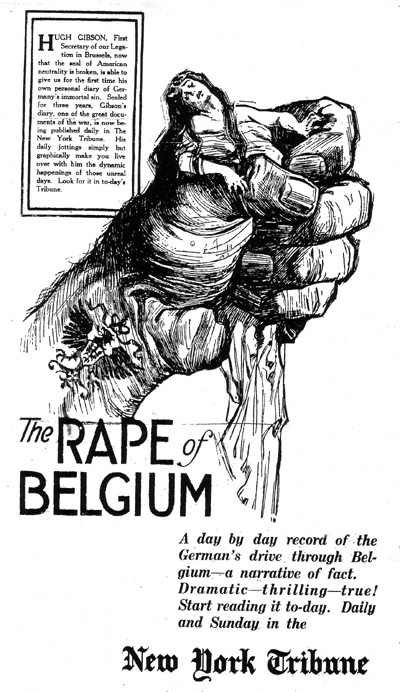
La violación de Bélgica, una mano con el águila negra de Prusia tiene atrapada a Belgica.
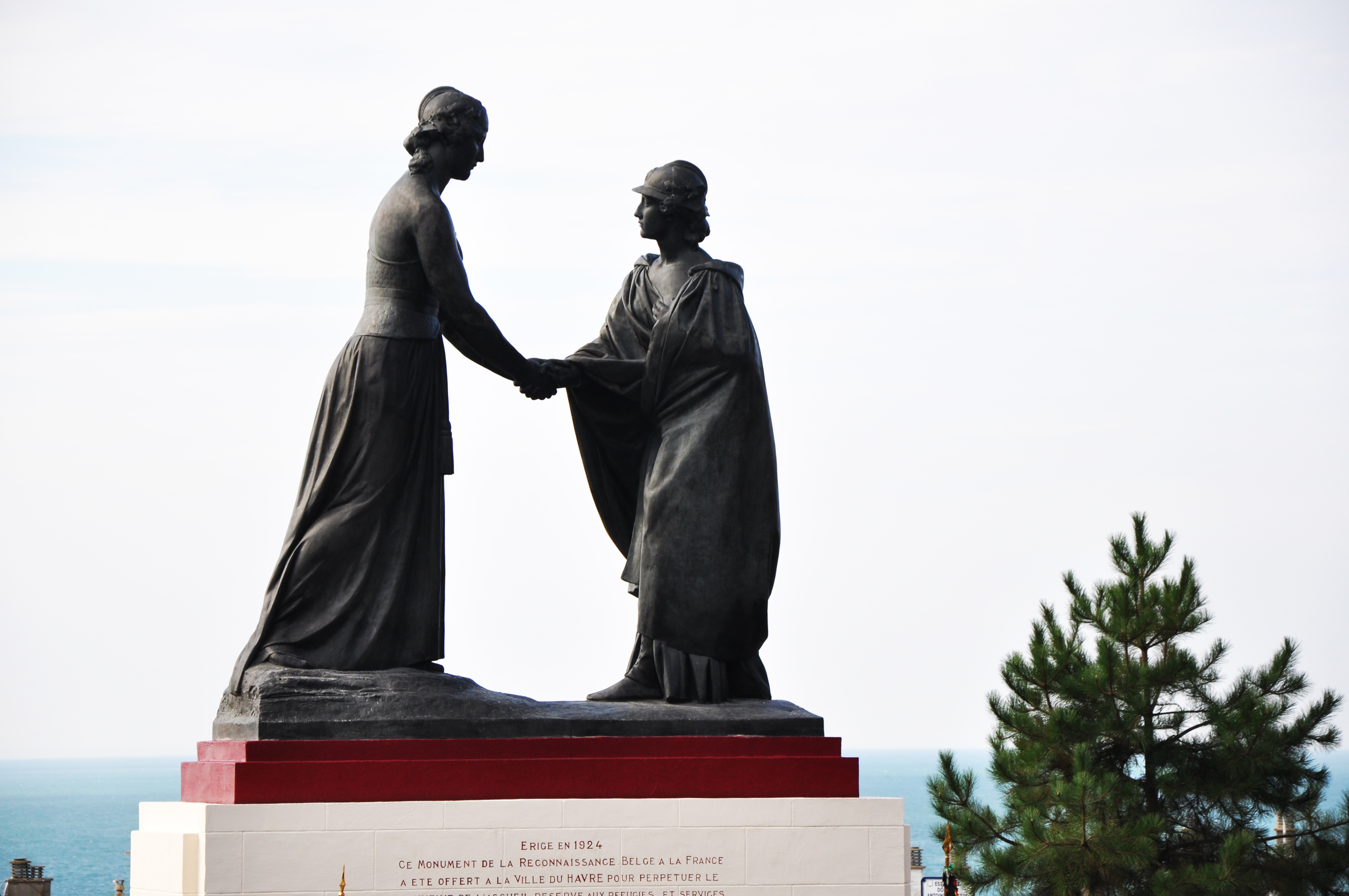
Monumento del reconocimiento de Bélgica a Francia en Le Havre y Sainte-Adresse.
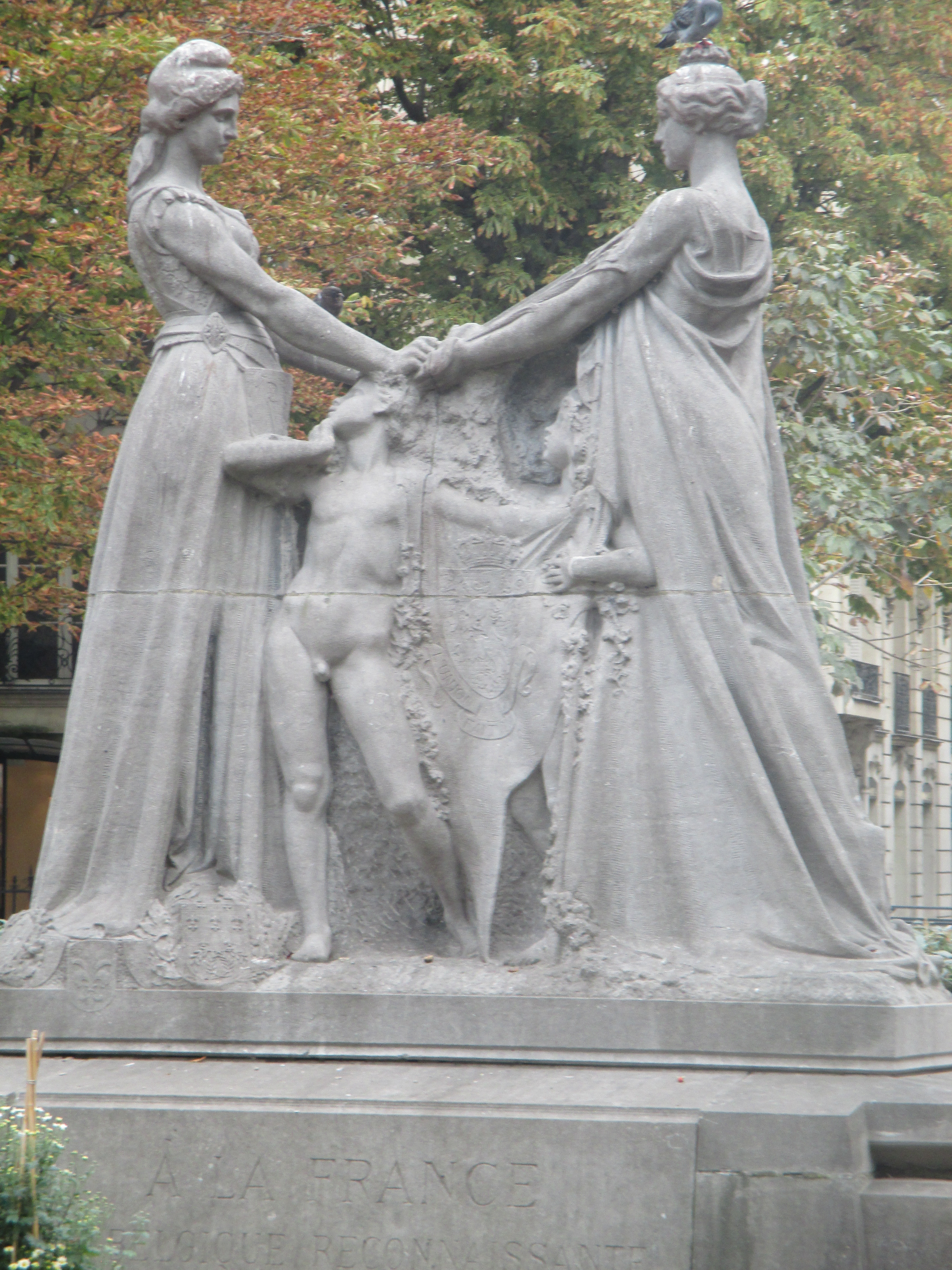
Monument à la France, la Belgique reconnaissante en París. Marianne está a la izquierda y Belgica o La Belgique a la derecha.